# Short Stirling
Short S-29 Stirling byl britský čtyřmotorový bombardovací letoun užívaný v druhé světové válce. Vyznačoval se tím, že byl prvním čtyřmotorovým bombardérem, který byl uveden do služby u Royal Air Force (RAF).
Stirling byl navržen koncem třicátých let společností Short Brothers, aby splňoval požadavky B.12/36 stanovené ministerstvem letectví. RAF se předtím primárně zajímalo o vývoj stále modernějších dvoumotorových bombardérů, ale bylo přesvědčeno, že je v důsledku slibného zahraničního vývoje v oblasti čtyřmotorových letounů dobré prozkoumat možnost potenciálního čtyřmotorového bombardéru. Dle specifikace navrhla společnost Supermarine Type 317, který byl považován za favorita, zatímco letoun společnosti Short pod názvem S.29 byl vybrán jako alternativa. Od typu 317 však bylo upuštěno a tak se dostal do výroby letoun S.29 a obdržel jméno Stirling.
Na začátku roku 1941 vstoupil Stirling do služby. Jednalo se o impozantní stroj, ovšem s nedostatečným dostupem a špatnou manévrovatelností. Stirling měl jako bombardér relativně krátkou kariéru a od konce roku 1943 byl zařazen do druhé linie. Bylo to kvůli rostoucí dostupnosti pokročilejších strojů Handley Page Halifax a Avro Lancaster, které převzaly úlohu strategického bombardování Německa. Rozhodnutí ministerstva letectví o určitých výkonnostních požadavcích, jako bylo omezení rozpětí křídla letadla na 100 stop, hrály roli při omezení výkonu letounu Stirling; tyto omezující požadavky už na bombardéry Halifax a Lancaster kladeny nebyly.
Během pozdnější služby byl Stirling používán k zaminování německých přístavů. Kromě bombardovací verze se vyráběly typy, které byly používány k výsadkovým operacím, přepravě či k vlečení kluzáků. Nasazení se dočkaly během spojenecké invaze do Evropy v letech 1944–1945. Po druhé světové válce byl typ u RAF rychle stažen ze služby a roli v transportního letounu byl nahrazen letouny Avro York - derivátem Lancasteru, který jej předtím vytlačil z bombardovací role. Hrstka bývalých vojenských Stirlingů byla přestavěna pro civilní trh.

## Vývoj

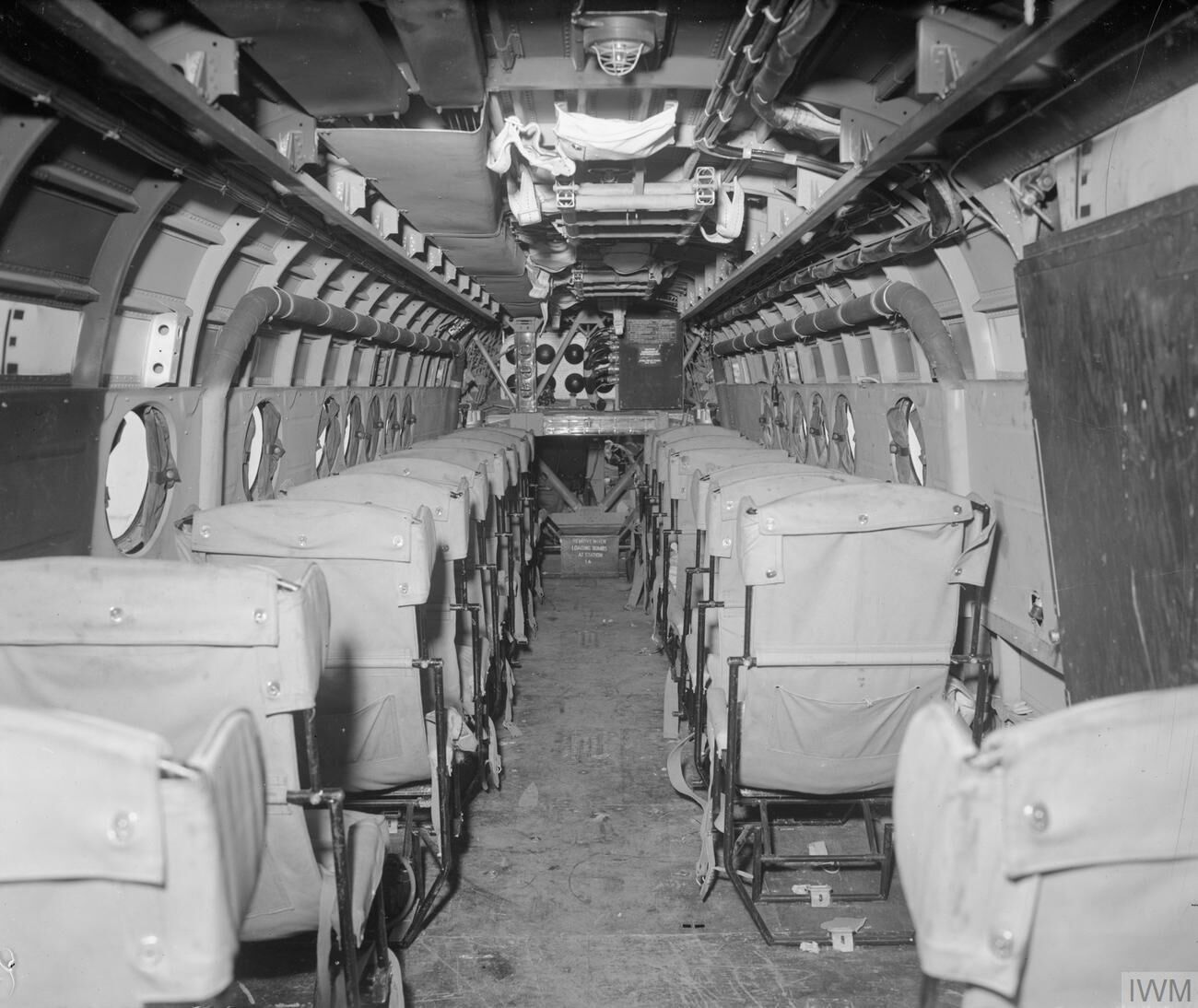
Interiér letounu Short Stirling

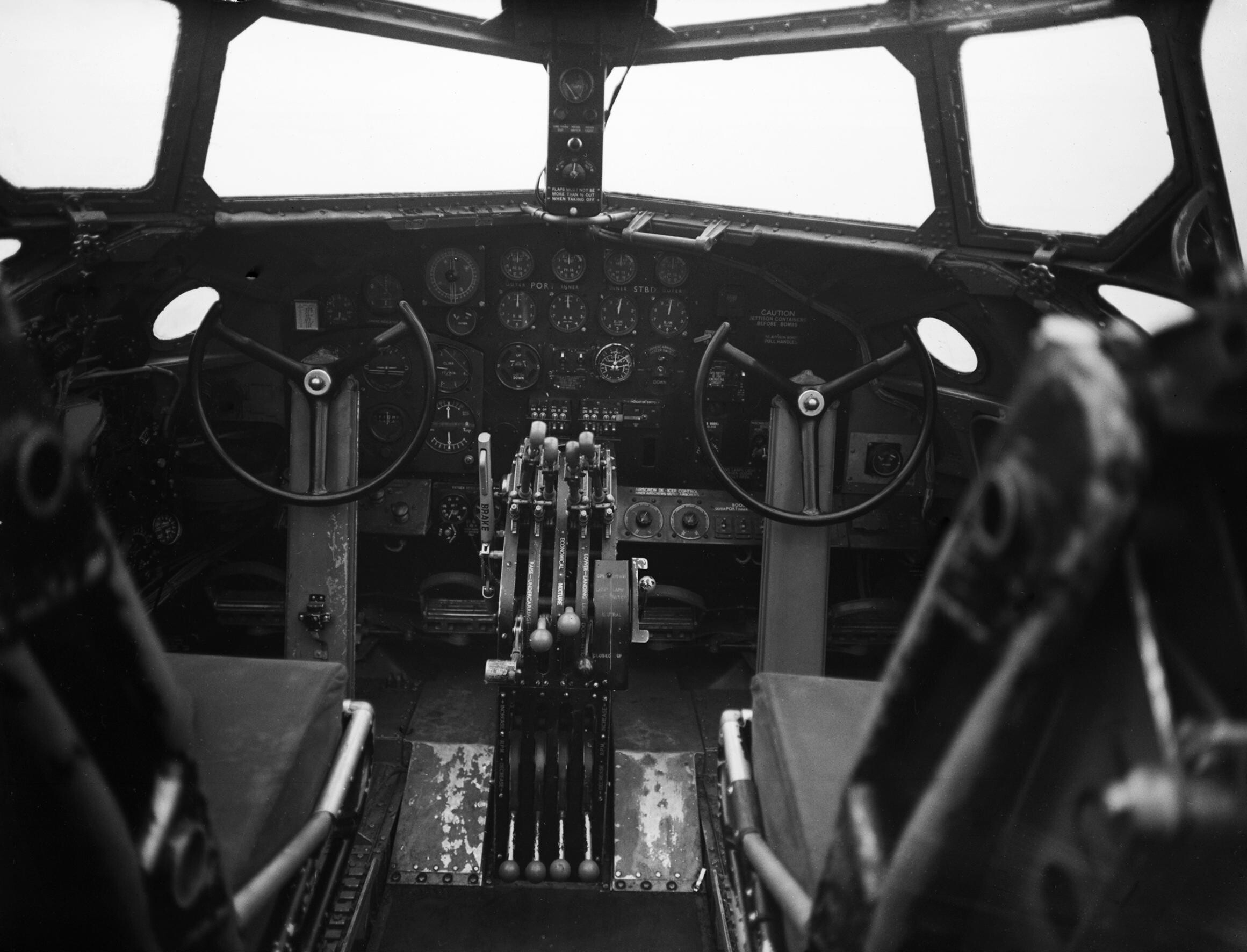
Kokpit stroje Stirling Mk I

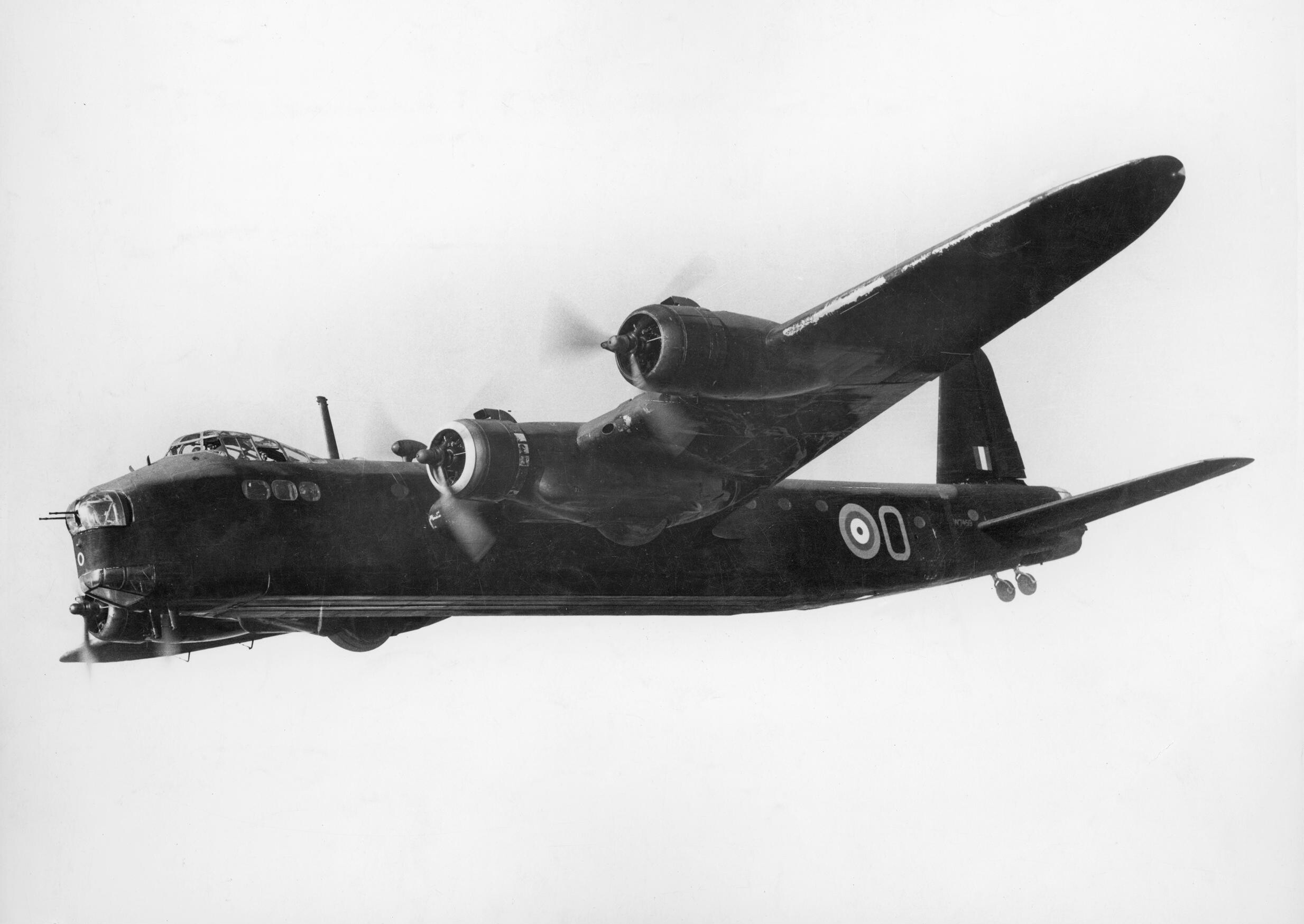
Short Stirling (W7459) 1651. přeškolovací jednotky těžkých letounů (Heavy Conversion Unit)

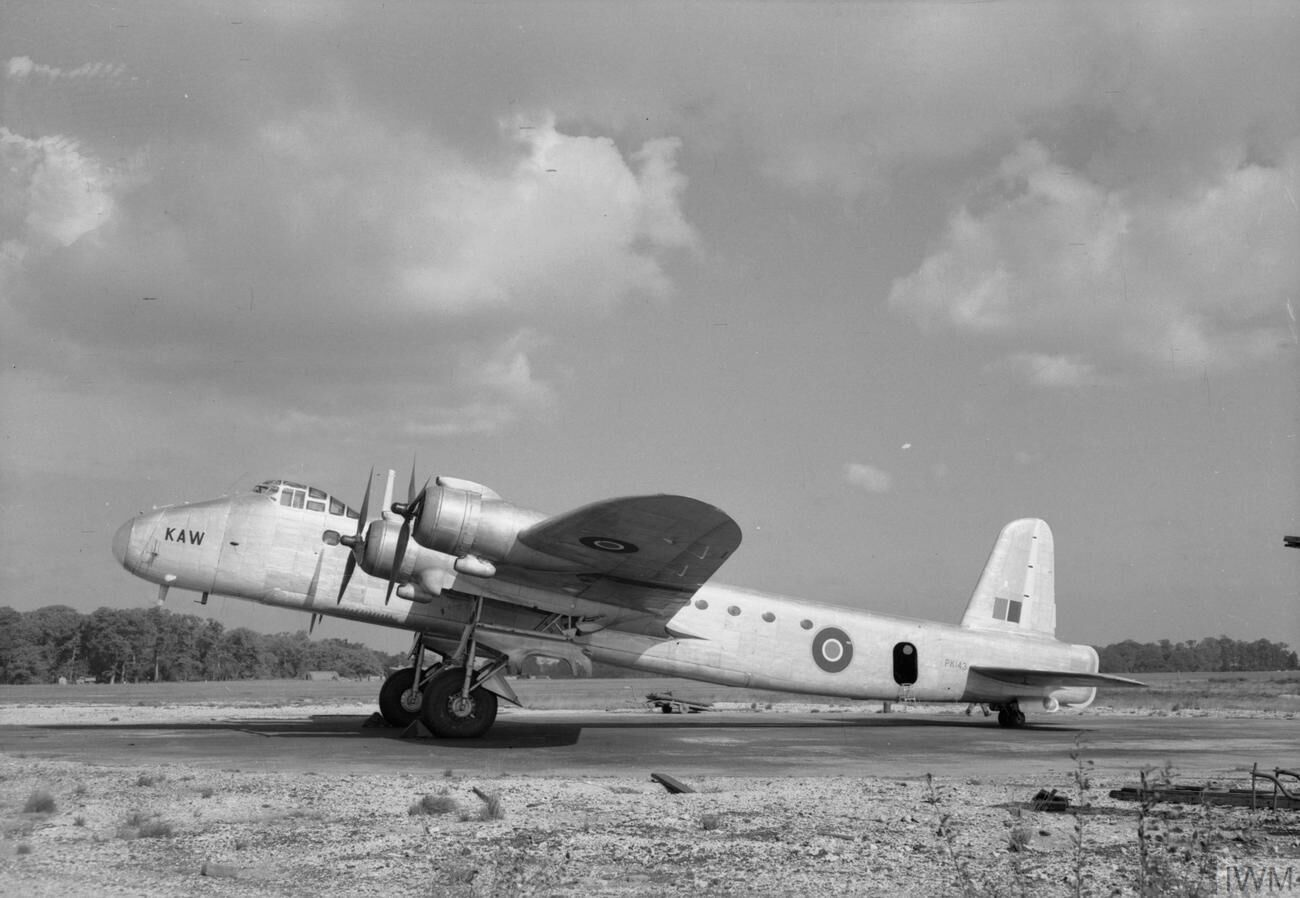
Short S.29 Stirling Mk.V

První prototyp Short S-29 poprvé vzlétl 14. května 1939, následovaný druhým prototypem se zesíleným podvozkem 3. prosince 1939. Ten byl po dobu čtyř měsíců na jaře 1940 zkoušen v Boscombe Down.
Prvních devět sériových letounů Short Stirling Mk.I Series 1 mělo zabudováno po čtyřech motorech Bristol Hercules II. Hlavňovou výzbroj tvořily dva kulomety Browning ráže 7,7 mm v přední střelecké věži Frazer-Nash FN 5A, dva kulomety Browning stejné ráže ve spodní vysunovací věži FN 25A a čtveřice těchto kulometů byla instalována v zadní střelecké věži FN 4A.
První sériový Stirling byl ke zkouškám dodán již v květnu 1940, ale do konce tohoto roku bylo dodáno pouze 15 strojů.
Stirling Mk.I Series 2 mohly namísto nevyhovující spodní věže nést po jednom kulometu Browning ráže 7,7 mm v bocích trupu, později byla do zádě osazena věž FN 20A s motorizovaným podavačem střeliva.
První Stirling Mk.I Series 3 byl v pořadí 81. vyrobeným strojem, který již nesl hřbetní střeleckou věž FN 7A kuželovitého tvaru. Srs. 3 poháněly silnější motory Hercules XI o výkonu 1103 kW s dvourychlostním kompresorem a prodlouženými tlumiči plamenů na výfucích.
Kromě mateřského závodu Short Brothers v Rochesteru v Kentu probíhala výroba rovněž v pobočce Short and Harland v Belfastu a u Austin Motors v Longbridge v Birminghamu. V těchto třech firmách bylo celkem vyprodukováno 712 exemplářů Mk.I.
V letech 1940-41 uvažovalo ministerstvo letecké výroby o zavedení výroby Stirlingů v kanadském produkčním programu. Ze smlouvy na dodávku 140 Stirlingů Mk.II s americkými motory Wright R-2600-A5B Cyclone o výkonu 1176 kW nakonec sešlo a ve Velké Británii létaly s těmito motory pouze tři prototypy.
První bojové nasazení Stirlingů proběhlo v noci z 10. na 11. února 1941 při náletu na sklady ropných produktů v Rotterdamu, které provedla 7. bombardovací peruť z Oakingtonu.
Od konce roku 1942 vycházely z výrobních hal verze Stirling Mk.III s motory Hercules XVI s chladiči oleje podvěšenými pod motory. Hřbet trupu nesl nižší střeleckou věž Frazer-Nash FN 50 a byl rovněž zredukován počet okének na bocích trupu. Celkem bylo vyrobeno 1036 "trojek".
Stirlingy během války postupně tvořily výzbroj šestnácti perutí Bomber Command.
V roce 1943 továrna Short přepracovala dva bombardovací letouny verze Mk.III na prototypy nákladního a vlečného typu Stirling Mk.IV bez příďové a hřbetní střelecké věže. Na záď trupu přibylo tažné zařízení pro vlek výsadkových kluzáků v konfiguraci až pět kluzáků typu Airspeed Horsa, nebo jeden General Aircraft Hamilcar. Stroje ze squadron č. 190, 196, 299 a 622 se s kluzáky ve vleku účastnily vylodění v Normandii, vysazovaly výsadkáře a vlekly kluzáky do arnhemské operace, do oblasti Nijmegenu či při operaci Varsity, překročení Rýna. Celkem vzniklo 450 kusů Mk.IV stavěných již pro tento účel.
V roce 1943 opustily Stirlingy definitivně řady Bomber Command a od roku 1944 se staly součástí Transport Command.
Od srpna 1944 bylo vyrobeno ještě 162 dopravních Short S-29 Stirling Mk.V s prodlouženou prosklenou přídí bez střeleckých věží. Hlavní nákladní prostor byl přístupný vraty na pravém boku trupu za křídly. Trupová kabina pojala 40 cestujících nebo 20 plně vyzbrojených výsadkářů. Jako sanitní mohl přepravovat 12 ležících a 14 sedících raněných se zdravotnickým personálem, osádka byla pětičlenná. Jako první dostala Mk.V v lednu 1945 46. squadrona v Stoney Crossu. Dvanáct letounů verze Mk.V v roce 1947 upravila firma Airtech Ltd. na civilní, které pak sloužily na Dálném východě u belgické společnosti Trans-Air jako OO-XAK až -XAV.

## Specifikace (Stirling Mk.V)
Údaje dle

### Technické údaje
- Osádka: 7 osob
- Rozpětí: 30,22 m
- Délka: 27,62 m
- Výška: 6,94 m
- Nosná plocha: 135,82 m²
- Hmotnost prázdného letounu: 19 750 kg
- Vzletová hmotnost: 31 780 kg
- Pohon: 4 × hvězdicový motor Bristol Hercules XVI
- Výkon motoru: 1650 hp (1213 kW)

### Výkony
- Max. rychlost v 1 830 m: 450 km/h
- Cestovní rychlost v 3 355 m: 375 km/h
- Stoupavost u země: 4,10 m/s
- Dostup: 5490 m
- Dolet: 4830 km

### Výzbroj
- Kulomety: 8 × kulomet Browning ráže 0.303 in (7,7 mm): 2 v nosní věži, 4 v ocasní věži, 2 v hřbetní věži
- Pumy: až 6 350 kg pum